# 小野寺瑠奈
小野寺 瑠奈（おのでら るな、1月9日 - ）は、日本の女性声優。東京都出身。フリー。

## 経歴
テレビアニメ『美少女戦士セーラームーン』がきっかけで声優を目指した。
日本ナレーション演技研究所で演技を学ぶ。2015年6月1日、アライズプロジェクトに所属した。2020年3月3日、2月29日付けでアライズプロジェクトを退所し、フリーで活動することを自身のTwitterにて発表。
2018年6月にマリン・エンタテインメントによって結成された声優ユニット「teaЯLove」（ティアラブ）のメンバー。2022年のラストライブまで約4年半活動を行った。

## 人物
趣味は「ダンス」「歌」「イラスト」、特技は「書道」「ものまね」「歌舞伎のにらみ」、所持資格として「書道準五段」、「漢字検定3級」を持っている。

## 出演
太字はメインキャラクター。

### テレビアニメ
2016年
- 想いのかけら（杏子）
- ねこねこ日本史（2016年 - 2020年、静御前 他）- 4シリーズ
- バトルスピリッツ ダブルドライブ（子供C）
- パンでPeace!
- ラブライブ!サンシャイン!!（2016年 - 2017年、女子生徒）- 2シリーズ

2021年
- ゴジラ S.P ＜シンギュラポイント＞（リーナ・バーン）

### 劇場アニメ
- ANEMONE/交響詩篇エウレカセブン ハイエボリューション（2018年）
- 映画 ねこねこ日本史 〜龍馬のはちゃめちゃタイムトラベルぜよ!〜（2020年、光明皇后）

### OVA
- 虹色デイズ（2016年）- 第13巻アニメDVD同梱版

### ゲーム
2015年
- イグジストアーカイヴ -The Other Side of the Sky-（翔太）
- NHK for school 特別支援レッツスマイル
- ぎゃる☆がん だぶるぴーす（村主左由、村主右由）
- サウザンドメモリーズ（夢喰の幼鬼カガリ）
- メビウス ファイナルファンタジー（モーグリ族）

2016年
- AKIBA'S TRIP Festa!（橙木莉々華）
- ガールズオンメタル（神谷いずみ、カミラ、ケリー、シエナ、中原瑠夏）
- サッカースピリッツ
- 白猫プロジェクト（チャコ）
- LORD of VERMILION Re:3（ポー＆ヴィンクス、アクアポーン）

2017年
- アルテイルクロニクル（ウィスプ、イナンナ）
- テリア・サーガ（コゼット、ドルリー、ドルテ）
- ファイアーエムブレム ヒーローズ（クラリーネ）
- FINAL FANTASY XIV 新生エオルゼア（メ・ナーゴ）
- FINAL FANTASY XIV 紅蓮の解放者（メ・ナーゴ）
- プリンセス・プリンシパル GAME OF MISSION（キャシィ・ヒギンズ）

## ディスコグラフィ

### キャラクターソング
| 発売日        | 商品名                  | 歌                       | 楽曲                       | 備考                                                             |
| ------------- | ----------------------- | ------------------------ | -------------------------- | ---------------------------------------------------------------- |
| 2018年1月31日 | Journey to the Sunshine | Aqoursと浦の星の仲間たち | 「勇気はどこに?君の胸に!」 | テレビアニメ『ラブライブ!サンシャイン!!』第2期エンディングテーマ |

### その他参加楽曲
| 発売日   | 商品名               | 歌       | 楽曲                     | 備考               |
| 2019年   | 2019年               | 2019年   | 2019年                   | 2019年             |
| -------- | -------------------- | -------- | ------------------------ | ------------------ |
| 3月31日  | 瞬間シンクロニシティ | teaRLove | 「瞬間シンクロニシティ」 | 『teaRLove』関連曲 |
| 4月28日  | ソライロメロディ     | teaRLove | 「ソライロメロディ」     | 『teaRLove』関連曲 |
| 6月30日  | 恋するサマーラッシュ | teaRLove | 「恋するサマーラッシュ」 | 『teaRLove』関連曲 |
| 9月28日  | 勇気の翼             | teaRLove | 「勇気の翼」             | 『teaRLove』関連曲 |
| 12月15日 | 僕らの夢のその先へ   | teaRLove | 「僕らの夢のその先へ」   | 『teaRLove』関連曲 |
| 2020年   |                      |          |                          |                    |
| 2月22日  | NO IMITATION         | teaRLove | 「NO IMITATION」         | 『teaRLove』関連曲 |

### シリーズ一覧
1. ↑  第1期（2016年）、第2期（2017年）

### ユニットメンバー
1. ↑  高海千歌（伊波杏樹）、桜内梨子（逢田梨香子）、松浦果南（諏訪ななか）、黒澤ダイヤ（小宮有紗）、渡辺曜（斉藤朱夏）、津島善子（小林愛香）、国木田花丸（高槻かなこ）、小原鞠莉（鈴木愛奈）、黒澤ルビィ（降幡愛）
2. ↑  高海志満（阿澄佳奈）、高海美渡（伊藤かな恵）、よしみ（松田利冴）、いつき（金元寿子）、むつ（芹澤優）、しいたけ（麦穂あんな）、解答者A（山北早紀）、解答者B（千本木彩花）、その他女子生徒（三宅晴佳、嶺内ともみ、小松奈生子、岡咲美保、続木友子、小野寺瑠奈、原口祥子、米山明日美、二ノ宮愛子、樋口桃、木本久留美、成岡正江、小田果林、内田愛美、森永たえこ）
3. 1 2  赤尾ひかる、桶谷菜穂、小野寺瑠奈、河野ひより、桜木夕、関根瞳、高橋菜々美、広瀬世華、福積沙耶、丸岡和佳奈